# Jenny Thiele

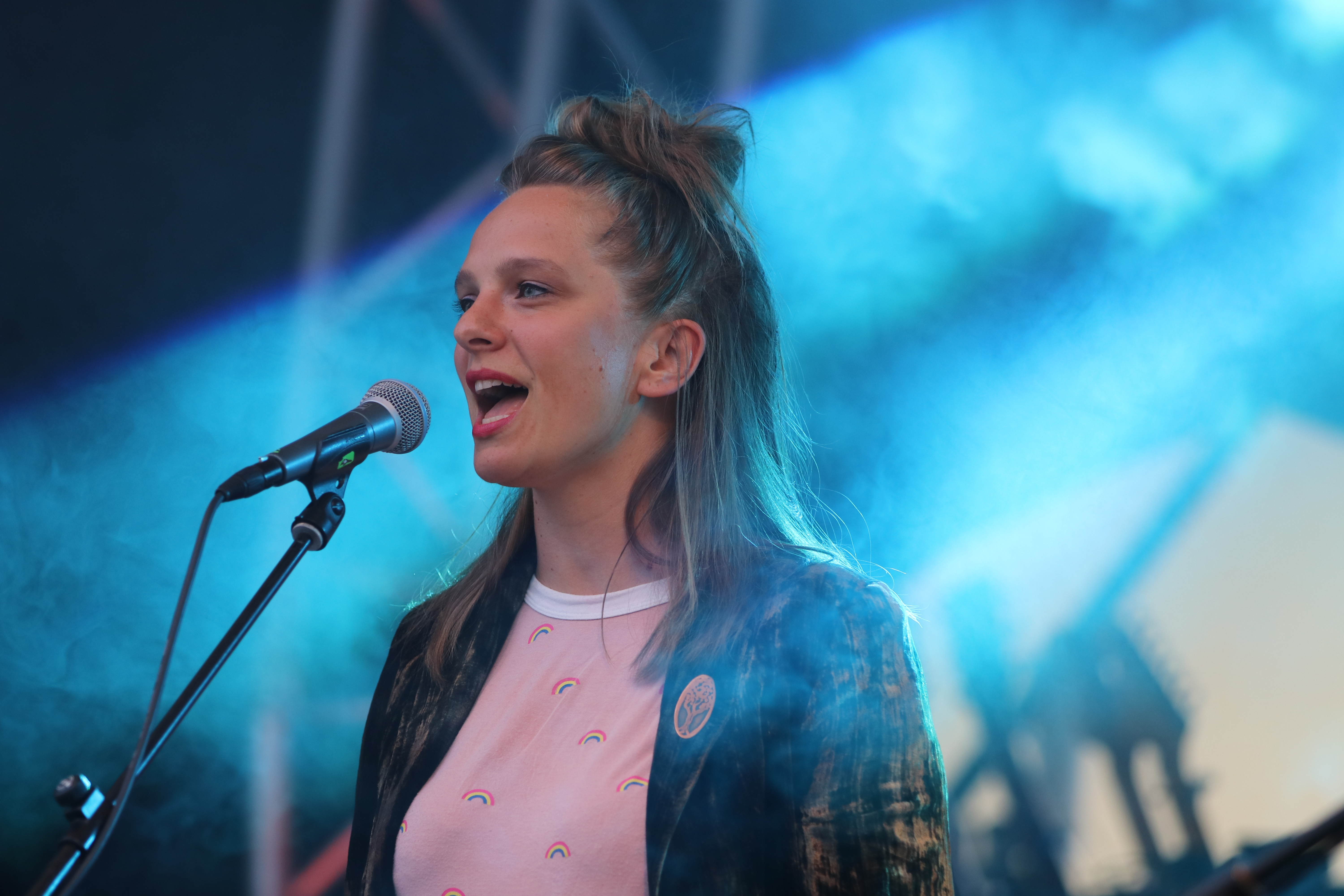
Jenny Thiele (2018)

Jenny Thiele (* 1987 in Dresden) ist eine deutsche Independent-Musikerin, Produzentin und Sängerin. Zudem ist sie als Theaterschauspielerin und Tänzerin tätig. Thiele ist am Niederrhein aufgewachsen und hat in den Niederlanden studiert. Thiele lebt in Köln.

## Karriere
Ihren ersten Soloauftritt hatte Thiele im Alter von 13 Jahren in einem Altenheim. Es folgten weitere Projekte wie das Elektro-Duo Anna Otta, das aus Thiele und der spanischen Sängerin Irene Novoa besteht. Zudem arbeitete Thiele in verschiedenen Theaterprojekten. Von 2017 bis 2022 war Thiele Keyboarderin und Sängerin bei der Kölner Band Fortuna Ehrenfeld.
2012 erschien ihr erstes Solo-Album Haus. 2016 veröffentlichte Thiele mit der Formation Nunuk die CD Tearin‘ Down Walls. Mit Fortuna Ehrenfeld erschienen zwischen 2019 und 2022 insgesamt vier Alben. Von 2020 bis 2023 wurden parallel drei weitere Alben mit Anna Otta veröffentlicht. Seit 2023 ist Thiele auf „Killing Time“-Tournee. Das gleichnamige Album erschien 2022.

## Rezensionen
rezensator.de bezeichnet ihr Debüt-Album Haus als „eine gelungene Mischung aus Pianoballaden und experimentellen Art-Popsongs/Rocksongs […] mit vielen interessanten Ecken und Nischen“.

## Veröffentlichungen (Auswahl)

### Solo-Alben
- 2012: Haus (Hey!blau Records)
- 2022: Killing Time (Hey!blau Records)
- 2023: Haldern Sessions digital (EP)
- 2025: Platz (Hey!blau Records)

### Mit Thomas Mühlhoff
- Tom und Jenny: Im Zoo (2009, Hey!blau Records)
- Tom und Jenny: Chamäleon (2014, Hey!blau Records)

### Mit Nunuk
- 2016: Tearin’ Down Walls (Hey!blau Records)

### Mit Anna Otta
- 2020: What If (Econore Records)[5]
- 2021: This Wasn’t Real (Econore Records)
- 2023: Such Is Life feat. La Fumero (Hey!blau Records)

### Mit Fortuna Ehrenfeld
- 2019: Helm ab zum Gebet
- 2019: Debout pour ma prière
- 2021: Die Rückkehr zur Normalität
- 2022: Das letzte Kommando – Live in der Kölner Philharmonie